# Metropolitan (vlak)
Metropolitan je od 10. prosince 2017 souhrnné označení většiny vlakových spojů na lince Ex3 (Praha – Budapešť), provozovaných společností České dráhy.
Jedná se o bývalé názvy vlaků Petrov, Csárdás, Jaroslav Hašek, Slovan, Danubius a Jan Jesenius. Vlakům Hungaria a Slovenská strela byla jejich jména z nostalgických důvodů zachována, avšak vlak Slovenská strela nese přídomek Metropolitan, celým jménem Metropolitan Slovenská strela.